# 布赖恩·沃尔彭海因
布赖恩·沃尔彭海因（英語：Bryan Volpenhein，1976年8月18日—），美国男子赛艇运动员。他曾代表美国参加2000年、2004年和2008年夏季奥林匹克运动会赛艇比赛，获得一枚金牌和一枚铜牌。